# Rinuncia e restituzione
Quella della rinuncia e restituzione fu un meccanismo legale adottato nel corso della riconquista Tudor dell'Irlanda col quale molti clan irlandesi vennero convertiti nella gestione delle loro terre dal sistema dei clan, organizzato attorno a uomini di fiducia e ad un ristretto numero di famiglie legate tra loro, ad un sistema feudale sulla base di quello inglese. La politica fu un tentativo di coinvolgere i capi dei clan irlandesi nella politica inglese, e garantire loro il possesso della proprietà sulla base della "common law" inglese, a differenza di quanto accadeva nel sistema della Brehon law irlandese. Questa strategia fu essenzialmente un tentativo di assimilare la leadership irlandese al nuovo regno Tudor ed alla chiesa anglicana, entrambi contrari all'opzione più radicale del genocidio.

## La politica
La politica della rinuncia e della restituzione venne fortemente voluta da Enrico VIII d'Inghilterra (r. 1509–47) nel tentativo di estendere ed assicurarsi il controllo sull'isola d'Irlanda. Questa politica iniziò negli anni compresi tra la ribellione geraldina (1534–39) e la successiva creazione del regno d'Irlanda nel 1541–42. Il problema di Enrico era che molti dei clan irlandesi erano rimasti autonomi rispetto all'amministrazione inglese di Dublino.
I capi gaelici e molti signori normanno-irlandesi vennero fortemente incoraggiati a rinunciare alle loro terre in favore del re, per poi vedersele riassegnate (restituite) come freeholds dietro pagamento di una chief rent e con una concessione regia che mostrava la loro lealtà al sovrano. Quanti accettarono queste condizioni dovevano necessariamente conoscere e parlare la lingua inglese, vestirsi all'inglese e rimanere leali alla Corona inglese,  nonché seguirne le leggi ed i costumi, abiurare la fede cattolica e convertirsi all'anglicanesimo voluto da Enrico VIII stesso.
In cambio sarebbero stati protetti in caso di attacco ed avrebbero potuto avere accesso al Parlamento d'Irlanda.
L'iniziativa della "rinuncia e restituzione" venne lanciata negli anni '40 del Cinquecento dal governatore inglese dell'Irlanda, Anthony St. Leger. L'idea di St. Leger era essenzialmente quella di trasformare ed assimilare i capi autonomi dell'Irlanda gaelica in membri del sistema costituzionale e politico inglese dal momento che essi erano, almeno teoricamente, aristocratici soggetti al medesimo monarca.

### I primi passi
Il reverendo James MacCaffrey scriveva nel 1914:
"Tre anni dopo (1537) MacGillapatrick (Fitzpatrick) di Ossory promise fedeltà e di abolire l'usurpata giurisdizione del papa, di parlare l'inglese nei suoi territori e di inviare i suoi figli ad essere cresciuti in Inghilterra per assimilarne la lingua ed i costumi. In cambio di ciò egli ricevette una patente regia per le sue terre e possedimenti, venne creato barone di Colthill e Castleton, e gli venne promesso di sedere nella Camera dei Lords, un favore che ottenne nel 1543, quando venne nominato pari col titolo di Barone di Upper Ossory. Brian O'Conor Faly di Offaly ed il suo rival Cahir, Barone di Ballyane firmarono il loro atto di sottomissione nel marzo del 1538. Rinunciarono alla giurisdizione del papa, si accordarono per concedere la giurisdizione delle loro terre al re ed abbandonarono tutte le loro pretese di tributi su quelle stesse terre. Brian O'Connor venne creato Barone di Offaly. Seguì quindi l'atto di sottomissione del conte di Desmond (1541), d MacWilliam Burke, di O'Brien di Thomond, di Manus O'Donnell (agosto 1541) ed infine di Con O'Neill (1542). Tutti questi, insieme ad altri capi minori e da essi dipendenti, rinunciarono all'autorità del papa, accettarono la concessione della sovranità delle loro terre al re, chiesero dei titoli nobiliari inglesi. Con O'Neill divenne conte di Tyrone, suo figlio Matthew, barone di Dungannon, O'Brien conte di Thomond, suo nipote Donogh barone di Ibricken, MacWilliam Burke conte di Clanrickard, mentre una serie di cavalierati vennero distribuiti ai nobili minori."

### I capi clan
Sul finire degli anni '30 e l'inizio degli anni '40 del Cinquecento, un gran numero di famiglie aristocratiche irlandesi vide dei vantaggi personali nell'aderire alla politica dei Tudor. Nel 1541, Brían Óg Mac Giolla Phádraig divenne il primo lord irlandese a sedere al parlamento di Dublino col titolo di barone Upper Ossory. Altri clan presero parte al processo tra cui gli O'Neill di Tir Eoghain che vennero creati conti di Tyrone e sedettero nella Camera dei Lords irlandese dal 1542. Molti capi clan che riottennero le loro terre rimasero cattolici sin dopo la morte della regina Maria nel 1558.
Nel 1543, gli O'Brien di Thomond vennero creati lords Inchiquin. I loro vicini Donogh O'Grady vennero creati cavalieri e riottennero le loro terre in quello stesso anno. I Mac Aonghusa / Magennis della contea di Down divennero cavalieri, gli O'Byrne di Wicklow, i Kavanagh di Wicklow, i Cahir, baroni di Ballyane, gli O'Donnell di Donegal. Il capo degli O'Donnell venne creato conte durante il regno di Giacomo I d'Inghilterra nel 1603–07. Il Clanricarde Burke ottenne il titolo di conte nel 1543.
Gli O'Shaughnessy di Gort e gli O'Driscoll di Corcu Loígde divennero cavalieri.
Ruairí Caoch Ó Mórdha (Rory O'More; il padre di Rory O'More) di Laois rinunciò ed ottenne la restituzione dei suoi beni nel 1542–43 ma morì nel 1545. Il suo clan perse il favore regio nel 1550; nel 1556 Laois divenne contea dello stato col nome di "Queen's County".
Altri clan come i MacMahon della contea di Monaghan non aderirono a questo nuovo sistema.
Tibbot ne Long Bourke, erede delle terre di "Lower MacWilliam Burke" nella Contea di Mayo, nonché figlio di Gráinne O'Malley, rimase esterno al sistema sino al 1593; venne creato cavaliere nel 1604 e poi primo visconte Mayo nel 1627. Gráinne aderì al sistema nel 1576, per le terre che le competevano.
Donnel O'Donovan, capo del ramo dominante degli O'Donovan della contea di Cork offrì la propria resa nel 1592 (come pure i Conoghor O’Kallaghane, i Conoghor O’Mahoney ed i Teig M’Owen Carty), ricevendo poi le terre personalmente tramite patente. La rinuncia in favore di Elisabetta I non ebbe effetto sino al 1608, sotto il regno di Giacomo I; Donnel O'Donovan ricevette le sue terre nel 1615, ma non ottenne un corrispettivo titolo inglese.
La baronia di Carbery, dei MacCarthy Reagh, rinunciò nel 1606, ma anch'essa non ottenne un titolo corrispondente nel sistema nobiliare inglese. Donal McCarthy Mór ottenne il titolo di cavaliere nel 1558 e venne creato conte di Clancare nel 1565, ma rinunciò ai propri titoli nel 1597. Il clan dei MacCarthy di Muskerry, una dinastia separata, venne successivamente creato visconte Muskerry nel 1628 e conte di Clancarty nel 1658. Il capo del clan Maguire di Fermanagh venne creato Barone Maguire nel 1628. Nel 1631 Sir Terence Dempsey venne creato visconte Clanmalier.
Randal MacDonnell ottenne il cavalierato nel 1602, ottenne le patenti di concessione nel 1603 e venne creato conte di Antrim nel 1620.

## Effetti sull'araldica irlandese
Per l'alto numero di nuovi lords nella Camera dei Lords irlandese e la morte dell'ex re d'arme irlandese, l'incarico di Ulster King of Arms venne istituito nel 1552, con base al Castello di Dublino. Di conseguenza, un gran numero di alberi genealogici irlandesi si trovano ancora oggi conservati presso il Trinity College di Dublino da dove sono giunti dall'originaria collocazione negli archivi del castello. Quasi tutti gli stemmi nobiliari irlandesi vennero concessi nel 1552 o dopo e vennero supervisionati dall'Araldo capo d'Irlanda.

## Conflitto con la legge gaelica
La derbfine gaelica era il metodo di elezione dei re secondo la legge gaelica e le sue disposizioni entrarono da subito in conflitto con la tecnica della "rinuncia e restituzione" dal momento che quasi tutti i maschi dei clan erano imparentati, più o meno alla lontana, con gli ex re o capi e quindi erano autorizzati a votare la successione al loro sovrano, sulla base delle antiche disposizioni. Pure all'interno dei clan, vi erano dozzine di persone che potevano essere prescelte come capo clan. Questo inevitabilmente portò a dei problemi dal momento che uno dei punti cardine della nuova politica dei Tudor era che gli individui dovessero rinunciare alla loro sovranità sulle loro terre per essere debitamente patentati dal sovrano inglese a possederle. Questo causò anche delle faide interne che si concludevano spesso con discussioni che giungevano sino agli ufficiali di governo di base a Dublino.
Questa fu la principale tra le cause di fallimento del nuovo sistema della "rinuncia e restituzione". Queste tensioni tra i clan, unitamente alle nuove divisioni religiose tra cattolici e protestanti, le intrusioni degli ufficiali regi e la mancanza effettiva di una tanto promessa protezione regia dai continui raids di altri clan che non avevano accettato il nuovo sistema, resero improduttiva la nuova politica. Nelle guerre del 1595–1603, del 1641–53 e del 1689–91, solo pochi clan riuscirono a mantenere intatti i loro possedimenti sino all'anno 1700. In altri casi, come nel caso della dinastia degli Inchiquin, il tutto funzionò alla perfezione.